# زكي موران
زكي موران (1931 - 1996) مطرب تركي يعتبر من عمالقة الغناء التركي كان شهيراً بصوته المطواع ولفظه الصحيح في غنائه للأغاني التركية القديمة والمعاصرة. ترعرع موران في العاصمة الريفية بورصة في غرب تركيا. من 1950 إلى 1953 درس الفنون الزخرفية (الديكور) في إسطنبول في معهد الفنون الجميلة بينما كان يبدأ مشروعه الموسيقي.
تم إطلاق مجموعته الأولى في 1951 في الوقت الّذي كان مغنياً نظامياً في راديو إسطنبول. وفي 1955 أنتج تسجيله الذهبي الأول. في السنة الخامسة والأربعين من حياته المهنية ألّف موران أكثر من 100 أغنية وعمل أكثر من مئتي تسجيل. اشتُهر بشمس الموسيقى التركية الكلاسيكية ودُعي بالباشا (بالتركية: Pasha)‏ بشكل عاطفي.
كان مورن شاعراً موهوباً، ولسنوات عديدة قُلّد لقب «فنّان العام»، ونشر «المطر السلوى» (بالتركية: Bildircin Yagmuru)‏ في 1951 بالإضافة إلى أنّه مثّل في السينما التركية نجماً في 18 فيلماً وكتب العديد من موسيقاهم التصويرية. كان مورن يلبس بشكل مخنّث لباساً عريضاً وحلقات منمّقة وزينة كثيرة وخاصةً في السنوات الاخيرة من حياته، والرأي الشائع أنّه كان شاذا مثليّاً، ولم يقم بتصريح علني حول هذا الموضوع. إنّ المثلية غير مقبولة عموماً في المجتمع التركي. توفيّ بأزمة قلبية خلال حفل حي على مسرح مدينة إزمير في 24 أيلول 1996.

## روابط خارجية
- زكي موران على موقع IMDb (الإنجليزية)
- زكي موران على موقع ألو سيني (الفرنسية)
- زكي موران على موقع ميوزك برينز (الإنجليزية)
- زكي موران على موقع أول ميوزيك (الإنجليزية)
- زكي موران على موقع ديسكوغز (الإنجليزية)
- زكي موران على موقع قاعدة بيانات الفيلم (الإنجليزية)
- زكي موران على موقع كينوبويسك (الروسية)